# Daniel Klimeš
Daniel Klimeš (21. května 1967 – 4. května 1998) byl český fotbalový brankář.

## Fotbalová kariéra
V československé lize chytal za Dynamo České Budějovice. Nastoupil v 1 ligovém utkání.

## Ligová bilance
| Ročník                                   | Zápasy | Góly | Klub                    |
| ---------------------------------------- | ------ | ---- | ----------------------- |
| 1. československá fotbalová liga 1985/86 | 1      | 0    | Dynamo České Budějovice |
| CELKEM                                   | 1      | 0    |                         |